# Ahlfors-regelbundet mått
Ett Ahlfors-regelbundet mått är inom matematik ett mått i ett metriskt rum som beter sig som Lebesguemåttet. Måttet är uppkallat efter den finska matematikern Lars Ahlfors.

## Definition
Låt (X,d) vara ett metriskt rum. Ett Radonmått μ i X är s-Ahlfors-regelbundet om det finns positiva s och c så att:
{\displaystyle c^{-1}r^{s}\leq \mu (B_{r}(x))\leq cr^{s}} för alla {\displaystyle x\in \mathbb {R} ^{n}} och {\displaystyle r>0}
Br(x) är bollen med mittpunkt x och radie r.

## Exempel
Det n-dimensionella Lebesguemåttet är n-Ahlfors-regelbundet eftersom det är ett Radonmått och för alla x ∈ ℝn och r > 0
{\displaystyle {\mathcal {L}}_{n}(B_{r}(x))=c(n)r^{n}} där {\displaystyle c(n):={\mathcal {L}}_{n}(B_{1}(0))}

## Geometrisk struktur och Ahlfors-regelbundna rum
Om man kan definiera ett Ahlfors-regelbundet mått i ett metriskt rum, är detta måttstrukturen i det metriska rummet och storleken beter sig på samma sätt som i ℝn.
Till exempel, om det finns ett s-Ahlfors-regelbundet mått i det metriska rummet (X,d) så är
- Hausdorffdimensionen {\displaystyle \dim _{\mathcal {H}}(X)=s\,},

- En mängd i X är kompakt om och endast om den är sluten och begränsad,

- Man kan skala måttet för mindre mängder: {\displaystyle \mu (B_{2r}(x))\leq c\mu (B_{r}(x))},

precis som i ℝn.
Om man kan definiera ett Ahlfors-regelbundet mått i ett metriskt rum X så kallas X ett Ahlfors-regelbundet rum, så till exempel är ℝn Ahlfors-regelbundet.